# Santorre Debenedetti
Santorre Zaccaria Debenedetti (Acqui Terme, 30 settembre 1878 – Giaveno, 17 dicembre 1948) è stato un filologo e critico letterario italiano.

## Biografia
Di origine ebraica, svolse dapprima l'attività di lettore a Strasburgo e in un secondo tempo quella di docente di Filologia romanza presso le facoltà di Pavia (1923) e di Torino (1928), tranne l'intervallo delle persecuzioni razziali. 
Fu condirettore del Giornale Storico della Letteratura Italiana.
I suoi primi lavori si incentrarono prevalentemente sulla storia degli studi provenzali italiani nel lasso di tempo intercorso tra il Cinquecento e il Settecento, come evidenziò Gli studi provenzali in Italia nel Cinquecento del 1911, mentre i Nuovi studi sulla Giuntina di rime antiche chiarirono il grado di attendibilità delle liriche pubblicate dai Giunti nel 1527 (riguardanti i vari Guittone d'Arezzo, Dante da Maiano, Dante Alighieri, etc.).
In seguito si occupò di storia del costume e di novellistica, sotto la spinta della pubblicazione dell'opera di Simone de' Prodenzani, intitolata Il Sollazzo e il Saporetto in Giornale storico della letteratura italiana (Supplemento 15, 1913), riunendo i suoi studi nel libro intitolato Il Sollazzo. Contributi alla storia della novella, della poesia musicale e del costume nel Trecento del 1922.
Sempre negli anni venti del secolo pubblicò un'edizione critica rigorosa dell'Orlando furioso, oltre a libri indaganti la lingua dell'Ariosto, fra cui I Frammenti autografi dell'Orlando furioso.
Altri suoi scritti sono dedicati ai primi secoli della letteratura italiana e provenzale.
Con Le canzoni di Stefano Protonotaro (in Studi Romanzi, XXII, 1932), focalizzò l'attenzione sulla lingua dei poeti siciliani.
Tutt'altro che trascurabile l'attività di Debenedetti riguardante la sintassi di Dante, Boccaccio e Niccolò Machiavelli.
Debenedetti si distinse non solamente per la buona cultura e il grande lavoro di ricerca e di archivio, ma anche per la precisione di metodo e i risultati ottenuti.
Il 21 febbraio 1908 fu iniziato in Massoneria nella loggia Dante Alighieri di Torino, appartenente al Grande Oriente d'Italia.
Era zio di Cesare Segre.

## Opere
- Nuovi studi sulla Giuntina di rime antiche, in Giornale storico della letteratura italiana, vol. 50, 1907,  pp. 281-340, ISSN 0017-0496 (WC · ACNP).
  -  Nuovi studi sulla Giuntina di rime antiche, Città di Castello, S. Lapi, 1912 («Collezione di opuscoli danteschi inediti o rari», 114-115).
  -  Nuovi studi sulla Giuntina di rime antiche, premessa di Cesare Segre, nota al testo e indici a cura di Silvia Albesano, Torino, N. Aragno, 2010, ISBN 978-88-8419-485-5.
- Gli studi provenzali in Italia nel Cinquecento, Torino, Loescher, 1911.
- Il «Sollazzo» e il «Saporetto» con altre rime di Simone Prudenzani da Orvieto, in «Giornale storico della letteratura italiana», Supplemento 15, 1913.
- Flamenca, Torino, Chiantore, 1921.
- Il «Sollazzo». Contributi alla storia della novella, della poesia musicale e del costume nel Trecento, Torino, Bocca, 1922.
- Ludovico Ariosto, Orlando furioso, edizione critica in tre volumi («Scrittori d'Italia»), Bari, Laterza, 1928.
- Tre secoli di studi provenzali (XVI-XVIII), in Provenza e Italia, Firenze, Bemporad, 1930.
- Testi antichi siciliani, Torino, Chiantore, 1931.
- I frammenti autografi dell'Orlando furioso, Torino, Chiantore, 1937.
- Intorno alle satire dell'Ariosto, in «Giornale storico della letteratura italiana», anno centoventiduesimo, 1945, pp. 109–130.
- Osservazioni sulle poesie dei Memoriali bolognesi, in «Giornale storico della letteratura italiana», anno centoventicinquesimo, 1948, pp. 1–41.

Per una rassegna completa degli scritti di Santorre Debenedetti, si veda la relativa bibliografia in «Cultura neolatina», anno ottavo, 1948, pp. 268–275.